# Ctenopelma sanguineum
Ctenopelma sanguineum là một loài tò vò trong họ Ichneumonidae.